# Liste der Nummer-eins-Hits in Finnland (2016)
Dies ist eine Liste der Nummer-eins-Hits in Finnland im Jahr 2016. Sie basiert auf den offiziellen Single Top 20 und den Album Top 40, die im Auftrag von Musiikkituottajat, der finnischen Landesgruppe der IFPI, erstellt werden.

## Singles
| ← 2015 ← | Liste der Nummer-eins-Hits in Finnland | Liste der Nummer-eins-Hits in Finnland                          | Liste der Nummer-eins-Hits in Finnland | 2017 → |
| \| Zeitraum \| Wo. ges. \| Interpret \| Titel Autor(en) \| Zusätzliche Informationen \| \| (Zeitraum, Wochen auf Platz eins, Interpret, Titel, Autor[en], zusätzliche Informationen) \| \| \| \| \| \| ----------------------------------------------------------------------------------------- \| -------- \| --------------------------------------------------------------- \| ----------------------------------------------------------------------------------------------------------------------------------------------------------------------------------------- \| -------------------------------------------------------------------------------------------------------------------------------------- \| \| 27. Dezember 2015 – 2. Januar 2016 1 Woche \| 1 \| Antti Tuisku feat. Nikke Ankara \| Party (Papiidipaadi) \| – \| \| 2. Januar 2016 – 9. Januar 2016 1 Woche \| 1 \| Evelina feat. Mikael Gabriel \| Honey \| – \| \| 10. Januar 2016 – 23. Januar 2016 2 Wochen \| 2 \| JVG \| Paluu tulevaisuuteen \| – \| \| 24. Januar 2016 – 20. Februar 2016 4 Wochen \| 4 \| Alan Walker \| Faded Anders Froen, Gunnar Greve Pettersen, Alan Walker, Jesper Borgen \| Nach Norwegen und Schweden war Finnland das dritte Land, in dem es der DJ aus Norwegen mit seinem Debüterfolg bis auf Platz 1 brachte. \| \| 21. Februar 2016 – 12. März 2016 3 Wochen \| 3 \| Sanni \| Että mitähän vittua \| – \| \| 13. März 2016 – 26. März 2016 2 Wochen \| 2 \| Cheek feat. Nikke Ankara, Elastinen, JVG, Kube & Pete Parkkonen \| Me ollaan ne, pt. 2 \| Teil 1 mit Cheek und Nikke Ankara alleine hatte im Herbst des Vorjahres Platz 7 erreicht. \| \| 27. März 2016 – 9. April 2016 2 Wochen \| 2 \| Elastinen \| Lempo \| – \| \| 10. April 2016 – 16. April 2016 1 Woche \| 1 \| Nikke Ankara \| Ettei nyt vaan sattuis mitään \| – \| \| 17. April 2016 – 23. April 2016 1 Woche \| 1 \| Evelina \| Sireenit \| – \| \| 24. April 2016 – 7. Mai 2016 2 Wochen \| 2 \| Elastinen \| Täytyy jaksaa \| – \| \| 8. Mai 2016 – 21. Mai 2016 2 Wochen \| 2 \| Petri Nygård \| Pannaan suomi kuntoon \| – \| \| 22. Mai 2016 – 2. Juli 2016 6 Wochen \| 6 \| JVG \| Hehkuu \| – \| \| 3. Juli 2016 – 23. Juli 2016 3 Wochen \| 3 \| Arttu Lindeman \| Läikkyy \| – \| \| 24. Juli 2016 – 6. August 2016 2 Wochen \| 2 \| Roope Salminen & Koirat \| Snadi \| – \| \| 7. August 2016 – 13. August 2016 1 Woche \| 1 \| Major Lazer feat. Justin Bieber & Mø \| Cold Water Ed Sheeran, Benjamin Levin, Karen Marie Ørsted, Thomas Pentz, Justin Bieber, Jamie Scott, Philip Meckseper, Henry Allen \| – \| \| 14. August 2016 – 27. August 2016 2 Wochen \| 2 \| Hank Solo \| Söpö Henri Salonen \| – \| \| 28. August 2016 – 3. September 2016 1 Woche \| 1 \| Cheek \| All Good Everything \| – \| \| 4. September 2016 – 17. September 2016 2 Wochen \| 2 \| Arttu Lindemann feat. Lucas \| Faijas \| – \| \| 18. September 2016 – 24. September 2016 1 Woche \| 1 \| DJ Snake feat. Justin Bieber \| Let Me Love You Louis Bell, Justin Bieber, Lumidee Cedeño, William Grigahcine, Stany Kibulu, Brian Lee, Steven Marsden, Teddy Mendez, Edwin Perez, Austin Roser, Ali Tamposi, Andrew Watt \| – \| \| 25. September 2016 – 1. Oktober 2016 1 Woche \| 1 \| Sanni featuring Paperi T \| Oo se kun oot \| – \| \| 2. Oktober 2016 – 15. Oktober 2016 2 Wochen \| 2 \| Mikael Gabriel \| Pauhaava sydän \| – \| \| 16. Oktober 2016 – 29. Oktober 2016 2 Wochen \| 2 \| Mikael Gabriel \| Lumi teki enkelin eteiseen \| – \| \| 30. Oktober 2016 – 12. November 2016 2 Wochen \| 2 \| Arttu Lindeman \| Menee tunteisiin \| – \| \| 13. November 2016 – 19. November 2016 1 Woche \| 1 \| MGI, JVG, Elias Gould \| Revolveri \| – \| \| 20. November 2016 – 10. Dezember 2016 3 Wochen \| 3 \| Clean Bandit feat. Sean Paul & Anne-Marie \| Rockabye Jack Patterson, Steve Mac, Ammar Malik, Ina Wroldsen, Sean Paul Henriques \| – \| \| 11. Dezember 2016 – 17. Dezember 2016 1 Woche \| 1 \| Profeetat, Elastinen & Cheek \| Sinuhe \| – \| \| 18. Dezember 2016 – 31. Dezember 2016 2 Wochen \| 2 \| Alan Walker \| Alone Alan Olav Walker, Jesper Borgen, Jonnali Mikaela Parmenius, Anders Froen, Gunnar Greve \| – \| |                                        |                                                                 | | |
| ← 2015 |                                        |                                                                 | | → 2017 → |
| Zeitraum | Wo. ges.                               | Interpret                                                       | Titel Autor(en) | Zusätzliche Informationen |
| (Zeitraum, Wochen auf Platz eins, Interpret, Titel, Autor[en], zusätzliche Informationen) |                                        |                                                                 | | |
| 27. Dezember 2015 – 2. Januar 2016 1 Woche | 1                                      | Antti Tuisku feat. Nikke Ankara                                 | Party (Papiidipaadi) | – |
| 2. Januar 2016 – 9. Januar 2016 1 Woche | 1                                      | Evelina feat. Mikael Gabriel                                    | Honey | – |
| 10. Januar 2016 – 23. Januar 2016 2 Wochen | 2                                      | JVG                                                             | Paluu tulevaisuuteen | – |
| 24. Januar 2016 – 20. Februar 2016 4 Wochen | 4                                      | Alan Walker                                                     | Faded Anders Froen, Gunnar Greve Pettersen, Alan Walker, Jesper Borgen | Nach Norwegen und Schweden war Finnland das dritte Land, in dem es der DJ aus Norwegen mit seinem Debüterfolg bis auf Platz 1 brachte. |
| 21. Februar 2016 – 12. März 2016 3 Wochen | 3                                      | Sanni                                                           | Että mitähän vittua | – |
| 13. März 2016 – 26. März 2016 2 Wochen | 2                                      | Cheek feat. Nikke Ankara, Elastinen, JVG, Kube & Pete Parkkonen | Me ollaan ne, pt. 2 | Teil 1 mit Cheek und Nikke Ankara alleine hatte im Herbst des Vorjahres Platz 7 erreicht.                                              |
| 27. März 2016 – 9. April 2016 2 Wochen | 2                                      | Elastinen                                                       | Lempo | – |
| 10. April 2016 – 16. April 2016 1 Woche | 1                                      | Nikke Ankara                                                    | Ettei nyt vaan sattuis mitään | – |
| 17. April 2016 – 23. April 2016 1 Woche | 1                                      | Evelina                                                         | Sireenit | – |
| 24. April 2016 – 7. Mai 2016 2 Wochen | 2                                      | Elastinen                                                       | Täytyy jaksaa | – |
| 8. Mai 2016 – 21. Mai 2016 2 Wochen | 2                                      | Petri Nygård                                                    | Pannaan suomi kuntoon | – |
| 22. Mai 2016 – 2. Juli 2016 6 Wochen | 6                                      | JVG                                                             | Hehkuu | – |
| 3. Juli 2016 – 23. Juli 2016 3 Wochen | 3                                      | Arttu Lindeman                                                  | Läikkyy | – |
| 24. Juli 2016 – 6. August 2016 2 Wochen | 2                                      | Roope Salminen & Koirat                                         | Snadi | – |
| 7. August 2016 – 13. August 2016 1 Woche | 1                                      | Major Lazer feat. Justin Bieber & Mø                            | Cold Water Ed Sheeran, Benjamin Levin, Karen Marie Ørsted, Thomas Pentz, Justin Bieber, Jamie Scott, Philip Meckseper, Henry Allen                                                        | – |
| 14. August 2016 – 27. August 2016 2 Wochen | 2                                      | Hank Solo                                                       | Söpö Henri Salonen | – |
| 28. August 2016 – 3. September 2016 1 Woche | 1                                      | Cheek                                                           | All Good Everything | – |
| 4. September 2016 – 17. September 2016 2 Wochen | 2                                      | Arttu Lindemann feat. Lucas                                     | Faijas | – |
| 18. September 2016 – 24. September 2016 1 Woche | 1                                      | DJ Snake feat. Justin Bieber                                    | Let Me Love You Louis Bell, Justin Bieber, Lumidee Cedeño, William Grigahcine, Stany Kibulu, Brian Lee, Steven Marsden, Teddy Mendez, Edwin Perez, Austin Roser, Ali Tamposi, Andrew Watt | – |
| 25. September 2016 – 1. Oktober 2016 1 Woche | 1                                      | Sanni featuring Paperi T                                        | Oo se kun oot | – |
| 2. Oktober 2016 – 15. Oktober 2016 2 Wochen | 2                                      | Mikael Gabriel                                                  | Pauhaava sydän | – |
| 16. Oktober 2016 – 29. Oktober 2016 2 Wochen | 2                                      | Mikael Gabriel                                                  | Lumi teki enkelin eteiseen | – |
| 30. Oktober 2016 – 12. November 2016 2 Wochen | 2                                      | Arttu Lindeman                                                  | Menee tunteisiin | – |
| 13. November 2016 – 19. November 2016 1 Woche | 1                                      | MGI, JVG, Elias Gould                                           | Revolveri | – |
| 20. November 2016 – 10. Dezember 2016 3 Wochen | 3                                      | Clean Bandit feat. Sean Paul & Anne-Marie                       | Rockabye Jack Patterson, Steve Mac, Ammar Malik, Ina Wroldsen, Sean Paul Henriques | – |
| 11. Dezember 2016 – 17. Dezember 2016 1 Woche | 1                                      | Profeetat, Elastinen & Cheek                                    | Sinuhe | – |
| 18. Dezember 2016 – 31. Dezember 2016 2 Wochen | 2                                      | Alan Walker                                                     | Alone Alan Olav Walker, Jesper Borgen, Jonnali Mikaela Parmenius, Anders Froen, Gunnar Greve                                                                                              | – |

## Alben
| ← 2015 ← | Liste der Nummer-eins-Hits in Finnland | Liste der Nummer-eins-Hits in Finnland | Liste der Nummer-eins-Hits in Finnland    | 2017 → |
| \| Zeitraum \| Wo. ges. \| Interpret \| Titel \| Zusätzliche Informationen \| \| (Zeitraum, Wochen auf Platz eins, Interpret, Titel, zusätzliche Informationen) \| \| \| \| \| \| ------------------------------------------------------------------------------ \| -------- \| ------------------------------------- \| ----------------------------------------- \| ------------------------------------------------------------------------------------------------------------------------------------------------------------------------------------------------------------------------------------------------------------------------------ \| \| 29. November 2015 – 16. Januar 2016 7 Wochen \| 7 \| Adele \| 25 \| – \| \| 17. Januar 2016 – 6. Februar 2016 3 Wochen \| 3 \| David Bowie \| Blackstar \| – \| \| 7. Februar 2016 – 13. Februar 2016 1 Woche \| 1 \| Viikate \| XII - Kouvostomolli \| – \| \| 14. Februar 2016 – 20. Februar 2016 1 Woche \| 1 \| Eevil Stöö \| Iso vauva Jeesus \| – \| \| 21. Februar 2016 – 27. Februar 2016 1 Woche \| 1 \| Olavi Uusivirta \| Olavi \| – \| \| 28. Februar 2016 – 19. März 2016 3 Wochen (insgesamt 5) \| 5 \| Cheek \| Alpha Omega \| – \| \| 20. März 2016 – 26. März 2016 1 Woche \| 1 \| Roope Salminen & Koirat \| Madafakin levy \| Mit Madafakin darra hatte die Band im Vorjahr ihr Singledebüt auf Platz 1 gegeben. \| \| 27. März 2016 – 2. April 2016 1 Woche \| 1 \| Stam1na \| Elokuutio \| Zum dritten Mal in Folge und zum fünften Mal insgesamt stand die Thrash-Metal-Band auf Platz eins der finnischen Albumcharts. \| \| 3. April 2016 – 9. April 2016 1 Woche \| 1 \| Ruger Hauer \| Mature \| – \| \| 10. April 2016 – 16. April 2016 1 Woche \| 1 \| Moonsorrow \| Jumalten aika \| – \| \| 17. April 2016 – 30. April 2016 2 Wochen \| 2 \| Robin \| Yhdessä \| Lange sah es so aus, als würde es das erste Studioalbum von Robin sein, das nicht die Chartspitze erreicht, nachdem es im Herbst des Vorjahres auf Platz 2 stehengeblieben war. Mithilfe einer neuen Super-Deluxe-Version schafft er es zum insgesamt fünften Mal auf Platz 1. \| \| 1. Mai 2016 – 14. Mai 2016 2 Wochen (insgesamt 9) \| 9 \| Antti Tuisku \| En kommentoi \| Nach fast einem Jahr, in dem das Album immer in den Top 20 der Albumcharts war, kehrte es auf Platz 1 zurück. \| \| 15. Mai 2016 – 28. Mai 2016 2 Wochen \| 2 \| Elastinen \| Elastinen Feat. \| – \| \| 29. Mai 2016 – 11. Juni 2016 2 Wochen \| 2 \| Yö \| Puolet taivaasta puolet helvetistä \| – \| \| 12. Juni 2016 – 25. Juni 2016 2 Wochen \| 2 \| Volbeat \| Seal the Deal & Let’s Boogie \| – \| \| 26. Juni 2016 – 27. August 2016 9 Wochen \| 9 \| Vesala \| Vesala \| – \| \| 28. August 2016 – 3. September 2016 1 Woche \| 1 \| Sabaton \| The Last Stand \| – \| \| 4. September 2016 – 10. September 2016 1 Woche \| 1 \| Tuuttimörkö \| Kromihammas \| – \| \| 11. September 2016 – 17. September 2016 1 Woche \| 1 \| Verschiedene Interpreten \| Retroperjantai - We Love the 90's, Vol. 2 \| – \| \| 18. September 2016 – 24. September 2016 1 Woche \| 1 \| Nick Cave and the Bad Seeds \| Skeleton Tree \| – \| \| 25. September 2016 – 1. Oktober 2016 1 Woche \| 1 \| Lauri Tähkä \| Vien sut täältä kotiin \| – \| \| 2. Oktober 2016 – 8. Oktober 2016 1 Woche \| 1 \| Insomnium \| Winter’s Gate \| – \| \| 9. Oktober 2016 – 15. Oktober 2016 1 Woche \| 1 \| Suvi Teräsniska \| Sinä olet kaunis \| – \| \| 16. Oktober 2016 – 29. Oktober 2016 2 Wochen \| 2 \| Sanni \| Sanni \| – \| \| 30. Oktober 2016 – 5. November 2016 1 Woche \| 1 \| Tuure Kilpeläinen ja Kaihon Karavaani \| Surusilmäinen kauneus \| – \| \| 6. November 2016 – 26. November 2016 3 Wochen (insgesamt 4) \| 4 \| Vain elämää \| Vain elämää – Kausi 5 ensimmäinen kattaus \| – \| \| 27. November 2016 – 17. Dezember 2016 3 Wochen (insgesamt 4) \| 4 \| Metallica \| Hardwired…to Self-Destruct \| – \| \| 18. Dezember 2016 – 24. Dezember 2016 1 Woche \| 1 \| Jarrko Ahola \| Romanssi \| – \| \| 25. Dezember 2016 – 31. Dezember 2016 1 Woche (insgesamt 4) \| 4 \| Metallica \| Hardwired…to Self-Destruct \| – \| |                                        |                                        |                                           | |
| ← 2015 |                                        |                                        |                                           | → 2017 → |
| Zeitraum | Wo. ges.                               | Interpret                              | Titel                                     | Zusätzliche Informationen |
| (Zeitraum, Wochen auf Platz eins, Interpret, Titel, zusätzliche Informationen) |                                        |                                        |                                           | |
| 29. November 2015 – 16. Januar 2016 7 Wochen | 7                                      | Adele                                  | 25                                        | – |
| 17. Januar 2016 – 6. Februar 2016 3 Wochen | 3                                      | David Bowie                            | Blackstar                                 | – |
| 7. Februar 2016 – 13. Februar 2016 1 Woche | 1                                      | Viikate                                | XII - Kouvostomolli                       | – |
| 14. Februar 2016 – 20. Februar 2016 1 Woche | 1                                      | Eevil Stöö                             | Iso vauva Jeesus                          | – |
| 21. Februar 2016 – 27. Februar 2016 1 Woche | 1                                      | Olavi Uusivirta                        | Olavi                                     | – |
| 28. Februar 2016 – 19. März 2016 3 Wochen (insgesamt 5) | 5                                      | Cheek                                  | Alpha Omega                               | – |
| 20. März 2016 – 26. März 2016 1 Woche | 1                                      | Roope Salminen & Koirat                | Madafakin levy                            | Mit Madafakin darra hatte die Band im Vorjahr ihr Singledebüt auf Platz 1 gegeben. |
| 27. März 2016 – 2. April 2016 1 Woche | 1                                      | Stam1na                                | Elokuutio                                 | Zum dritten Mal in Folge und zum fünften Mal insgesamt stand die Thrash-Metal-Band auf Platz eins der finnischen Albumcharts. |
| 3. April 2016 – 9. April 2016 1 Woche | 1                                      | Ruger Hauer                            | Mature                                    | – |
| 10. April 2016 – 16. April 2016 1 Woche | 1                                      | Moonsorrow                             | Jumalten aika                             | – |
| 17. April 2016 – 30. April 2016 2 Wochen | 2                                      | Robin                                  | Yhdessä                                   | Lange sah es so aus, als würde es das erste Studioalbum von Robin sein, das nicht die Chartspitze erreicht, nachdem es im Herbst des Vorjahres auf Platz 2 stehengeblieben war. Mithilfe einer neuen Super-Deluxe-Version schafft er es zum insgesamt fünften Mal auf Platz 1. |
| 1. Mai 2016 – 14. Mai 2016 2 Wochen (insgesamt 9) | 9                                      | Antti Tuisku                           | En kommentoi                              | Nach fast einem Jahr, in dem das Album immer in den Top 20 der Albumcharts war, kehrte es auf Platz 1 zurück. |
| 15. Mai 2016 – 28. Mai 2016 2 Wochen | 2                                      | Elastinen                              | Elastinen Feat.                           | – |
| 29. Mai 2016 – 11. Juni 2016 2 Wochen | 2                                      | Yö                                     | Puolet taivaasta puolet helvetistä        | – |
| 12. Juni 2016 – 25. Juni 2016 2 Wochen | 2                                      | Volbeat                                | Seal the Deal & Let’s Boogie              | – |
| 26. Juni 2016 – 27. August 2016 9 Wochen | 9                                      | Vesala                                 | Vesala                                    | – |
| 28. August 2016 – 3. September 2016 1 Woche | 1                                      | Sabaton                                | The Last Stand                            | – |
| 4. September 2016 – 10. September 2016 1 Woche | 1                                      | Tuuttimörkö                            | Kromihammas                               | – |
| 11. September 2016 – 17. September 2016 1 Woche | 1                                      | Verschiedene Interpreten               | Retroperjantai - We Love the 90's, Vol. 2 | – |
| 18. September 2016 – 24. September 2016 1 Woche | 1                                      | Nick Cave and the Bad Seeds            | Skeleton Tree                             | – |
| 25. September 2016 – 1. Oktober 2016 1 Woche | 1                                      | Lauri Tähkä                            | Vien sut täältä kotiin                    | – |
| 2. Oktober 2016 – 8. Oktober 2016 1 Woche | 1                                      | Insomnium                              | Winter’s Gate                             | – |
| 9. Oktober 2016 – 15. Oktober 2016 1 Woche | 1                                      | Suvi Teräsniska                        | Sinä olet kaunis                          | – |
| 16. Oktober 2016 – 29. Oktober 2016 2 Wochen | 2                                      | Sanni                                  | Sanni                                     | – |
| 30. Oktober 2016 – 5. November 2016 1 Woche | 1                                      | Tuure Kilpeläinen ja Kaihon Karavaani  | Surusilmäinen kauneus                     | – |
| 6. November 2016 – 26. November 2016 3 Wochen (insgesamt 4) | 4                                      | Vain elämää                            | Vain elämää – Kausi 5 ensimmäinen kattaus | – |
| 27. November 2016 – 17. Dezember 2016 3 Wochen (insgesamt 4) | 4                                      | Metallica                              | Hardwired…to Self-Destruct                | – |
| 18. Dezember 2016 – 24. Dezember 2016 1 Woche | 1                                      | Jarrko Ahola                           | Romanssi                                  | – |
| 25. Dezember 2016 – 31. Dezember 2016 1 Woche (insgesamt 4) | 4                                      | Metallica                              | Hardwired…to Self-Destruct                | – |